# 誓约派

誓約派旗幟

誓约派（英語：Covenanters）是17世纪苏格兰宗教和政治运动成员，他们支持苏格兰长老会及其领导人在宗教事务中占据首要地位。该名称源自圣经中与上帝订立的“约”这一说法。该运动源自苏格兰人在教义和教会组织上与英国国王詹姆斯一世、查理一世的矛盾。
1638年，众多苏格兰人签订《民族誓约》以抵制查理一世对苏格兰教会所加的控制，主教战争后，誓约派控制苏格兰。
1643年，英国内战期间，誓约派支持奧立佛·克倫威爾一方，但1648年又支持查理一世。查理一世被克倫威爾斬首之後，誓约派又支持查理二世，1651年被击败，苏格兰被并入英吉利共和國。
查理二世重祚后，誓约派失去了对苏格兰教会的控制，之后苏格兰多次爆发起义。